# Ernst Körner (Politiker)
Ernst Körner (* 23. April 1899 in Würzburg; † 16. August 1952 in Ansbach) war ein deutscher SPD-Politiker und Oberbürgermeister von Ansbach.

## Biografie
Nach der Ausbildung zum Sattler war er von 1915 bis 1917 beruflich in Frankfurt am Main und Düsseldorf tätig. Nach dem Kriegsdienst im Ersten Weltkrieg war er aktiver Funktionär in der Freien Gewerkschaft und der SPD. Seit 1930 arbeitete er in Ansbach als Filialleiter der „Fränkischen Tagespost“. Nach der Machtübernahme der Nationalsozialisten wurde er in Schutzhaft genommen und verbrachte einige Zeit im Konzentrationslager Dachau als politischer Gefangener. Nach seiner Entlassung aus dem Konzentrationslager Dachau war Körner zeitweise arbeitslos, bis er in verschiedenen Betrieben tätig war, unter anderem als technischer Leiter eines Lederwarenbetriebes in Stettin. Im Oktober 1945 wurde er durch die amerikanische Militärregierung als Nachfolger Hans Schregles zum Oberbürgermeister Ansbachs ernannt und verblieb bis 1950 im Amt. Nach seiner Zeit als Oberbürgermeister blieb er weiterhin im Stadtrat Ansbachs. Des Weiteren war er Präsident des vorläufigen Bezirksverbandsbeirates von Mittelfranken.
Körner war 1946 Mitglied der Verfassunggebenden Landesversammlung und danach bis zu seinem Tod 1952 für den Wahlkreis Mittelfranken Abgeordneter des Bayerischen Landtags. Während seiner Zeit im Parlament war er Mitglied mehrerer Ausschüsse, beispielsweise des Ausschusses für Besoldungsfragen und des Ausschusses für Rechts- und Verfassungsfragen.
Nach ihm ist im Stadtteil Meinhardswinden der Ernst-Körner-Ring benannt.